# Adolfo Pedernera
Adolfo Pedernera (Avellaneda, 15 november 1918 – aldaar, 12 mei 1995) was een Argentijnse voetballer. In een poll van de IFFHS in 2000 werd hij gekozen tot twaalfde beste Zuid-Amerikaanse voetballer van de 20ste eeuw.
Hij maakte samen met José Manuel Moreno, Ángel Labruna, Juan Carlos Muñoz en Félix Loustau, deel uit van La Máquina, dat begin jaren veertig met River Plate de competitie domineerde. In 1949 maakte hij de overstap naar het Colombiaanse Millonarios. Samen met Alfredo Di Stéfano en Néstor Rossi leidde hij het team naar de titel. 
Doordat zijn piekperiode in de tijd van de Tweede Wereldoorlog lag bleef zijn carrière als international eerder beperkt. 